# ناكامارو يويتشي

## البطاقة الشخصية
اسمه : 中丸雄
بالروماجي : Nakamaru Yuichi
تاريخ الميلاد : 04 - سبتمبر - 1983
مكان الميلاد : سوميدا كو، طوكيو، اليابان
الطول : 176 سم
الوزن : 56 كغم
البرج : العذراء
فصيلة الدم : O
وكالة المواهب : جوني للترفيه

## نشأته
ولد ناكامارو يويتشي في سوميدا كو، طوكيو. في 4 سبتمبر 1983. وهو الابن الأكبر لعائلة تتكون من أبوين، واختين أصغر منه سناً. يقال بأنه يكون متحفظا أو خجولا جدا إذا كان محاطاً بأصدقائه، ويصبح كثير الثرثرة عندما يكون وحده أو عندما يجب عليه أن يتحدث إلى شخص غريب. وديع وهادئ ومن السهل ان يشعر بالوحدة. وهو الأكثر تواضعاً بين الأعضاء الآخرين بسبب طبيعته الحميدة. ظهر منذ صغره في برنامج «أوكاسان تو إيتشو» على قناة NHK.

## نبذة عنه
ناكامارو يويتشي صاحب الحرف N من فرقة كاتون اليابانية. انضم إلى جوني للترفيه في 8 نوفمبر 1998. وكان ذهابه إلى الاختبار بسبب بعض الفتيات في صفه اللواتي رأينه يرقص في مهرجان المدرسة الثقافي، فأتوا له بنموذج التسجيل وقالوا له «كل ما عليك فعله هو أن توقع هنا. فلماذا لا تحاول؟».
يثق به أعضاء كاتون دائماً، لذا بشكل أو بآخر، يمكن اعتباره زعيما لكاتون. 3 مرات في الأسبوع، يداوم على تحديثات بلوغ هاتفه المحمول، وهو متحدث جيد لكنه لا يشعر بالارتياح أمام الكاميرا لذا لا يستطيع اظهار كل قدراته. بالرغم من ذلك، كان ناكامارو أول عضو من كاتون يقيم مسرحية استعراضية خاصة به لمدة أسبوعين في أغسطس 2008، أدى فيها عروض رقص، تمثيل وغناء إلى جانب البيت بوكس.
يتميز بأنفه الكبير وقال أنه قد دُعي مرة بـ «سيد بطاطس» نسبة إلى دمية معروفة على شكل بطاطس لها أنف كبير. أصابعه جميلة جدا، ويقول أعضاء كاتون وجميع الجونيز انه يمكن أن يكون نموذجا لليد المثالية. أفضل أصدقائه هما تاناكا كوكي واويدا تاتسويا وأكانيشي جين. لديه خوف مَرَضي من المرتفعات يجعله محط سخرية باقي أعضاء الفريق على الدوام.
يحب الكون وأعماق المحيطات. حتى أنه عندما قرر اكمال دراسته ألتحق بجامعة «واسيدا» لدراسة العلوم البيئية. واشترى مؤخرا «أنتيكواريوم ناسا» لدراسة حياة النمل، واطلق على نملة لديه اسم «محمد علي». لديه أيضا كلبان اسمهما «مستر» و«شوكو».
مواهب خاصة
تخصص ناكامارو بأداء البيت بوكس وتميز فيه، وقد تم الاعتراف بذلك من أوكو أوف ريج فير. لذا لا تكاد تخلو أي أغنية للفرقة من مقطع بيت بوكس يؤديه بنفسه بشكل رائع، وكذلك هو الحال في أغانيه الخاصة. يشكل ناكامارو مع صديقه تاناكا كوكي ثنائيا هزليا (تاناكا؛ ناكامارو). يحب الرقص وأحياناً يقوم بخطوات جديدة عفوياً أثناء الحفلات الموسيقية. خطه جميل وقد كان الأول على صفه في الخط والكتابات القديمة. يهتم بصناعة الاكسسوارات ودائما مايلبس أشياء مصنوعة بيده عندما يظهر في المجلات.

## أغاني السولو الخاصة به
- اندر ستاندبل
- 2005 - شوتينغ ستار
- 2006 - ماي ويتر
- 2007 - كي أوف لايف
- 2008 - سماك
- 2009 - وايت ورلد
- 2010 - فيلم

## الأعمال الخاصة به
| سنة العرض | القناة | عنوان الدراما | الدور                         |
| --------- | ------ | ------------- | ----------------------------- |
| 1999      | TBS    | بي بي أو اي   | شيكا سوقا                     |
| 2007      | TBS    | سوشي أوجي     | كواهارا تارو                  |
| 2009      | TBS    | ريسكيو        | كيتاجيما دايشي                |
| 2010      | TBS    | هانشو الجزء 3 | شينوبو سونودا (ضيف الحلقة 10) |

عروض خاصة
| سنة العرض | المكان     | عنوان العرض                  | مدة العرض     |
| --------- | ---------- | ---------------------------- | ------------- |
| 2008      | غلوب طوكيو | ناكامارو-كون نو تانوشي جيكان | 10 أغسطس - 24 |

برامج الراديو
آر ون - كاتون : يقوم به برفقة العضو اويدا تاتسويا ويبث كل يوم ثلاثاء من الساعة 12 - 12 ونصف.
| سنة العرض | القناة | عنوان الفيلم                  | الدور        |
| --------- | ------ | ----------------------------- | ------------ |
| 2008      | NTV    | سوشي اوجي ~ نيويورك اي ايكو ~ | كواهارا تارو |

## روابط خارجية
- ناكامارو يويتشي على موقع IMDb (الإنجليزية)
- ناكامارو يويتشي على موقع ميوزك برينز (الإنجليزية)
- ناكامارو يويتشي على موقع قاعدة بيانات الفيلم (الإنجليزية)